# Myrne (Polohy, Orichiw)
Myrne (ukrainisch Мирне; russisch Мирное Mirnoje) ist ein Dorf in der ukrainischen Oblast Saporischschja mit etwa 830 Einwohnern (2011).
Die 1928 als Filiale einer Kolchose von Siedlern aus den umliegenden Dörfern gegründete Ortschaft hieß bis 1961 Jasseny (Ясени). In dem abgelegenen, landwirtschaftlich geprägten Dorf gibt es eine Schule, ein Kulturhaus, eine Bibliothek und ein Krankenhaus.
Die Ortschaft liegt zwischen dem 20 km nordöstlich liegenden ehemaligen Rajonzentrum Orichiw und der 27 km westlich am Kachowkaer Stausee liegenden Stadt Wassyliwka. Das Oblastzentrum Saporischschja befindet sich etwa 73 km nordwestlich von Myrne.
Hatte das Dorf 2001 noch 872 Einwohner, sank die Bevölkerung bis 2011 auf 833 Bewohner.
Am 11. November 2016 wurde das Dorf ein Teil der neugegründeten Stadtgemeinde Orichiw, bis dahin bildete es die gleichnamige Landratsgemeinde Myrne (Мирненська сільська рада/Myrnenska silska rada) im Südwesten des Rajons Orichiw.
Am 17. Juli 2020 kam es im Zuge einer großen Rajonsreform zum Anschluss des Rajonsgebietes an den Rajon Polohy.